# Április 11.
Április 11. az év 101. (szökőévben 102.) napja a Gergely-naptár szerint. Az évből még 264 nap van hátra.
Névnapok: Leó, Szaniszló + Ariel, Ariéla, Ariella, Arietta, Arlett, Gemma, Glenda,  Glória, Godiva, Laura, Leon, Leona, Lionel, Szatmár

## Események

### Politikai események
- 491 – Trónra lép I. Anasztasziosz bizánci császár.
- 1241 – A muhi csata első napja.
- 1713 – Az utrechti béke,[1] amelyet XIV. Lajos francia király Angliával, Hollandiával, Savoyával, Portugáliával és Poroszországgal kötött (a spanyol örökösödési háború lezárása).
- 1835 – A Zacatecas melletti csatában legyőzik a föderalista ellenzéket a mexikói kormánycsapatok, ezzel megdől a frissen létrejött Zacatecasi Köztársaság.
- 1848 – Pozsonyban V. Ferdinánd király szentesíti a március 21-i törvénycikkeket, feloszlatja az utolsó rendi országgyűlést. Az áprilisi törvények kimondják a Magyar Királyság függetlenségét, az évenkénti országgyűlést Pesten, a felelős „ministerium” és nemzetőrség felállítását, a jobbágyrendszer megszüntetését, az egyesítést („uniót”) Erdéllyel, de elismerik a Pragmatica sanctio érvényességét.
- 1877 – Hivatalosan megalakul az Oszmán Vörös Félhold Társaság, amelynek rögtön szembe kellett néznie az 1877–78-as orosz–török háború nehézségeivel.[2]
- 1939 – Magyarország kilép a Népszövetségből.[3]
- 1941 – Magyarország megtámadja a már felbomlott Jugoszláviát, a Magyar Honvédség megkezdi a bevonulást a Délvidékre.
- 1963 – XXIII. János pápa kiadja a „Pacem in terris” (Békét a földön) kezdetű szociális enciklikát, melynek témája a béke és az emberi jogok.[4]
- 2008 – Igen nagy létszámban lezajlik a Broadway jegyirodás tüntetés a budapesti Hollán Ernő utcában. A két tüntető tömeget a rendőrség egymástól távol tartja, az eseményen megjelenik számos politikus, köztük Gyurcsány Ferenc akkori miniszterelnök és Gerhard Schröder egykori német kancellár is.
- 2010 – Lezajlik a 2010-es magyarországi országgyűlési választások első fordulója.

### Tudományos és gazdasági események
- 1755 – James Parkinson angol orvos születésnapja, 1997 óta a Parkinson-kór világnapja.
- 1948 – Elkezdik építeni a budapesti Gyermekvasút első szakaszát.
- 2006 – Vénusz körüli pályára áll az első európai Vénusz-szonda, a Venus Express.

### Kulturális események

#### Irodalmi, színházi és filmes események
- 1905 – József Attila születésnapja, a költészet napja Magyarországon, 1964 óta.

### Sportesemények
- 1896 – Hajós Alfréd versenyúszó megszerzi az első magyar olimpiai győzelmet.
- Formula–1
- 1993 –  európai nagydíj, Donington Park - Győztes: Ayrton Senna  (McLaren Ford)
- 1999 –  brazil nagydíj, Interlagos - Győztes: Mika Häkkinen  (McLaren Mercedes)

## Születések
- 146 – Lucius Septimius Severus római császár († 211)
- 1492 – Angoulême-i Margit navarrai királyné († 1549)
- 1735 – Báróczi Sándor magyar író († 1809)
- 1744 – Jurij Japelj a szlovén katolikus Biblia fordítója († 1807)
- 1755 – James Parkinson angol gyógyszerész és sebész, a Parkinson-kór leírója († 1824)
- 1819 – Leiningen-Westerburg Károly honvéd tábornok, aradi vértanú († 1849)
- 1842 – Fehér Ipoly Kálmán bencés szerzetes, tanár, pannonhalmi főapát, természettudományi író, a Magyar Tudományos Akadémia tiszteleti tagja (1896) († 1909)
- 1857 – Weiss Manfréd, nagyiparos, a Weiss Manfréd Acél- és Fémművek alapítója († 1922)
- 1862 – William Wallace Campbell amerikai asztrofizikus († 1938)
- 1871 – Kellner Gyula olimpiai bronzérmes atléta († 1940)
- 1875 – Bassa Iván magyarországi szlovén író, politikai vezető († 1931)
- 1886 – Sebeők Sári opera-énekesnő (szoprán), a Magyar Állami Operaház örökös tagja († 1952)
- 1887 – Szőkefalvi Nagy Gyula magyar matematikus, a Magyar Tudományos Akadémia tagja († 1953)
- 1900 – Márai Sándor magyar író, költő, drámaíró, újságíró († 1989)
- 1901 – Árkay Bertalan magyar műépítész († 1971)
- 1905 – József Attila magyar költő, esztéta († 1937)
- 1908 – Robert O’Brien amerikai autóversenyző († 1987)
- 1910 – António de Spínola spanyol katonatiszt, politikus († 1996)
- 1915 – Kesztyűs Loránd orvos, immunológus, az MTA tagja, a magyarországi immunológia úttörő jelentőségű alakja († 1979)
- 1918 – Guy Gale brit autóversenyző († 1992)
- 1920 – Al Keller amerikai autóversenyző († 1961)
- 1920 – Wayne Selser amerikai autóversenyző († 1994)
- 1923 – Kállai Klára természetgyógyász, gasztronómiai szakíró († 1995)
- 1924 – Horkai János Jászai-díjas magyar színész, érdemes művész, a Nemzeti Színház örökös tagja († 2010)
- 1924 – Csetri Elek erdélyi magyar történész, az MTA külső tagja († 2010)
- 1925 – Hajdú Endre Jászai Mari-díjas magyar színész († 1982)
- 1925 – Johnny Fedricks amerikai autóversenyző († 2001)
- 1926 – Lakatos Menyhért magyar író († 2007)
- 1926 – Pete Lovely (Gerard Carlton Lovely) amerikai autóversenyző († 2011)
- 1929 – Elekes Pál Jászai Mari-díjas magyar színész, bábszínész, érdemes művész († 1996)
- 1930 – Anton Szandor LaVey okkultista író, színész, zenész, a Sátán egyházának alapítója és főpapja († 1997)
- 1930 – Bradányi Iván magyar író, dalszövegíró, műfordító († 2022)
- 1937 – Szabó Lajos magyar bábszínész
- 1940 – Rusorán Péter olimpiai bajnok vízilabdázó, edző († 2012)
- 1947 – Zentay László Balázs Béla-díjas magyar operatőr
- 1950 – Sipos Péter magyar származású zenész, basszusgitáros, zeneszerző, a Hungária együttes alapító tagja.
- 1956 – Hernádi Judit Jászai Mari-díjas magyar színésznő
- 1971 – Vicei Zsolt magyar színész, rendező
- 1973 – Jennifer Esposito amerikai színésznő, táncosnő
- 1973 – Ryan Shuck amerikai énekes Julien-K, Dead by Sunrise
- 1982 – Zsolnai Róbert labdarúgó
- 1985 – Ignácz Zoltán magyar labdarúgó
- 1987 – Joss Stone brit énekesnő, dalszerző és színésznő
- 1991 – Thiago Alcântara spanyol labdarúgó
- 1992 – Gondos Flóra magyar műugró
- 1993 – Gyöngyösi Ivett magyar zongoraművész
- 1997 – Mélovin ukrán énekes-dalszerző
- 2002 – Mark Hafnar ifjúsági olimpiai ezüstérmes szlovén síugró

## Halálozások
- 1079 – Szent Szaniszló krakkói püspök, Lengyelország védőszentje vértanúságának napja (* 1030 körül)
- 1165 – IV. István magyar király (* 1133 körül)
- 1801 – Antoine de Rivarol francia író (* 1753)
- 1804 – Küzmics Miklós magyarországi szlovén (vend) katolikus biblia-fordító, a Tótság esperese (* 1737)
- 1842 – Kőrösi Csoma Sándor tudós utazó (Dardzsiling) (* 1784)
- 1849 – Bárány Ágoston ügyvéd, levéltáros, az MTA levelező tagja (* 1798)
- 1849 – Christian Götz osztrák császári–királyi vezérőrnagy (* 1783)
- 1955 – Mario Alborghetti olasz autóversenyző (* 1928)
- 1961 – Goda Gizella opera-énekesnő (koloratúrszoprán) (* 1900)
- 1977 – Jacques Prévert francia költő, színházi rendező (* 1900)
- 1982 – Havas Gertrúd magyar bábszínésznő, színésznő (* 1927)
- 1983 – Johan Béla egészségpolitikus, orvos, patológus, mikrobiológus, az MTA tagja (* 1889)
- 1987 – Rudolf Krause német autóversenyző (* 1907)
- 1987 – Primo Levi olasz író, kémikus, partizán, holokauszt-túlélő (* 1919)
- 1987 – Váradi Hédi Kossuth- és Jászai Mari-díjas magyar színésznő (* 1929)
- 2001 – Saly Németh László magyar festőművész (* 1920)
- 2005 – Fónagy Iván nyelvész, az MTA tagja (* 1920)
- 2007 – Kurt Vonnegut amerikai író (* 1922)
- 2018 – Medgyessy Pál magyar színész (* 1954)
- 2022 – Görgey Gábor Kossuth-díjas magyar író, költő, műfordító, dramaturg, rendező. 2002 és 2003 között a nemzeti kulturális örökség minisztere. (* 1929)

## Nemzeti ünnepek, emléknapok, világnapok
- A magyar költészet napja  - József Attila születésnapján (1964 óta)
- A Parkinson-kór világnapja - James Parkinson születésnapján (1997 óta)
- Debrecen Város napja.